# Activité thérapeutique
L'activité thérapeutique en psychiatrie est un support pour continuer de développer le travail thérapeutique.  
Les activités thérapeutiques doivent pouvoir répondre aux besoins des patients, aux différents courants psychiatriques présents dans l'hôpital (psychothérapique, comportementaliste, psychanalytique).
Le choix de l'activité thérapeutique doit se faire en fonction du projet de soin individualisé du patient qui est élaboré par le médecin de service et l'équipe soignante.

## Objectifs
Proposer aux patients psychotiques ou déprimés un espace d'expression par le biais d'un médiateur. Permettre aux patients d'exprimer leur souffrance.

## Indications
Les indications sont retenues lors des réunions cliniques et fondées sur la situation psychologique du patient.

## Différents types d'activités

### Activités à visée psychothérapique
Permettre au patient d'avoir un espace pour exprimer ses émotions, ses sensations, son histoire de vie. Faire jouer l'expression singulière de chacun quelle soit symptomatique ou non à travers différents médiateurs : 
- le conte est un support de médiation très utilisé en psychiatrie notamment en pédopsychiatrie dans les hôpitaux de jour. À travers différents récits traitant de situations préoccupantes, dangereuses et angoissantes, on créé un espace projectif qui va permettre des interactions entre les participants de l'atelier ;
- marionnettes ;
- théâtre ;
- jeux de rôle.

### Activités orientées vers la prise en charge corporelle
Équithérapie, bain thérapeutique, pataugeoire

### Activités à visée éducative et pédagogique
Peinture, jeux de construction, jeux d'encastrements